# Nahum (nome)
Nahum  è un nome proprio di persona ebraico maschile.

## Varianti
- Maschili: נַחוּם (Nachum)[1]

### Varianti in altre lingue
- Bulgaro: Наум (Naum)[1]
- Greco biblico: Ναουμ (Naoum)[1]
- Macedone: Наум (Naum)[1]
- Russo: Наум (Naum)[1]

## Origine e diffusione
Significa "che conforta" in ebraico, lo stesso significato di Menahem.
Naum era un profeta minore nell'Antico Testamento, autore del libro omonimo in cui è predetta la caduta di Ninive.

## Onomastico

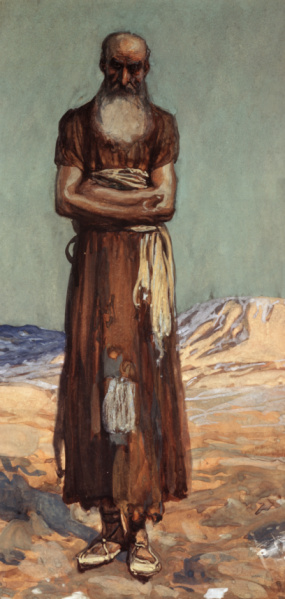
Il profeta Naum disegnato da James Tissot

L'onomastico si può festeggiare il 1º dicembre in ricordo del già citato profeta Naum, oppure in memoria di san Naum di Ocrida, apostolo in Macedonia, ricordato il 20 maggio e 23 dicembre dalla Chiesa ortodossa (secondo il Calendario giuliano riformato; 5 gennaio e 3 luglio secondo il Calendario giuliano) e il 27 luglio da quella cattolica (in questo caso assieme ad altri santi).

## Persone
- Nahum di Gimzo, rabbino ebreo
- Nahum il Medo, rabbino ebreo
- Nahum Stelmach, calciatore israeliano

### Variante Naum
- Naum Gabo, scultore russo
- Naum di Ocrida, scrittore e santo macedone